# Tsinandali
Tsinandali (en georgiano: წინანდალი) es una ciudad en el este de Georgia, ubicada en el centro de la región de Kajetia y siendo parte del municipio de Telavi. El pueblo es conocido por la finca que perteneció a Alejandro Chavchavadze, poeta aristocrático del siglo XIX, y su bodega histórica.   

## Geografía
Tsinandali está situado en el valle del río Alazani, a 10 km de Telavi y 79 km al este de Tiflis. 

## Historia
El pueblo de Tsinandali fue el feudo de los Chavchavadze durante siglos. La familia Chavchavadze se mudó al reino de Kajetia en el siglo XVIII. Garsevan Chavchavadze, que sirvió en la corte del rey Heraclio II y fue embajador plenipotenciario de Georgia en Rusia, vivió aquí en su palacio.Garsevan Chavchavadze jugó un papel importante en las relaciones ruso-georgianas y el 24 de julio de 1783 firmó el tratado de Gueórguiyevsk junto con Juan Bagrationi.
Alejandro Chavchavadze heredó la aldea de su padre, el príncipe Garsevan, y reformó la finca, construyó un nuevo palacio de estilo italiano y un jardín en 1835. Este era el lugar donde el príncipe Alejandro recibía con frecuencia a invitados extranjeros con música, ingenio y, especialmente, las excelentes cosechas producidas en su finca o marani (bodega). Familiarizado con las costumbres europeas, Alejandro Chavchavadze construyó la bodega más antigua y más grande de Georgia, donde combinó las tradiciones vinícolas europeas y georgianas de siglos de antigüedad. 

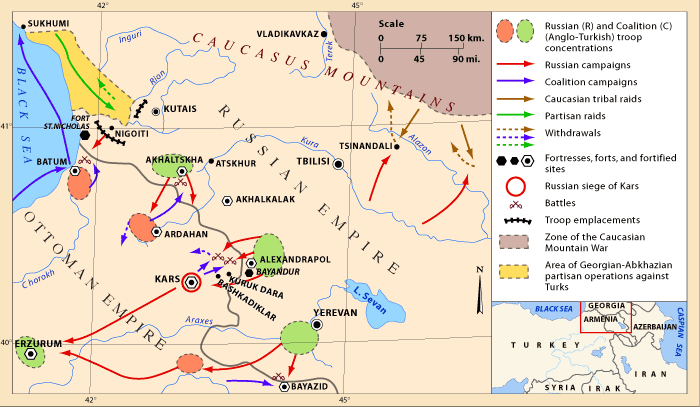
Tsinandali en un mapa durante la guerra de Crimea

La aldea y la finca de Chavchavadze fueron más famosas por una sorprendente incursión el 2 de julio de 1854 de las tropas del Imán Shamil, un líder musulmán daguestaní que se oponía a la expansión rusa en el Cáucaso. El ataque fue comandado por Ghazi-Muhammad, hijo de Shamil. Vengándose de la familia Chavchavadze por su contribución al éxito ruso en la Guerra del Cáucaso, los montañeses saquearon la finca y secuestraron a la esposa del hijo de Alejandro, el Príncipe David Chavchavadze, y su hermana viuda, Varvara Orbeliani, nietas de Jorge XII de Georgia, sus hijos y varios parientes. Este evento conmocionó no solo al Imperio ruso, sino también a Occidente. El 22 de marzo de 1855, después de complicadas negociaciones, los rehenes fueron intercambiados por el hijo cautivo de Shamil, Jamal al-Din, y 40,000 rublos de plata como parte de un acuerdo que involucraba un intercambio general de prisioneros.
Después de la muerte de David Chavchavadze, debido a la falta de pagos a la deuda con el Banco Público de Rusia, la propiedad pasó a ser parte de los bienes de la familia Imperial.  
El Parque de Tsinandali fue renovado en 1887 y pasó a manos estatales en 1917. La bodega se estableció en 1886 y es muy significativa debido a su valor arquitectónico e histórico.
En 1947, la finca de Chavchavadze fue organizada como museo. En la época soviética, en el pueblo de Tsinandali operaba la granja estatal vitivinícola Tsinandali, que recibió la Orden de Lenin el 29 de enero de 1949.
En 2007, se propuso una renovación importante del palacio y la remodelación del parque en conjunto con el Instituto Smithsoniano y fue realizada por el Silk Road Group, cuyo fundador también es una fuerza detrás del festival internacional de música en el lugar.

## Demografía
La evolución demográfica de Tsnandali entre 2002 y 2014 fue la siguiente:
| 3264                                            | 2675 |
| (Fuente: Population of Georgia in Soviet times) |      |

Según el censo de 2014, los georgianos constituían el 98,4% de la población y los osetios, el 1,6%.

## Infraestructura

### Arquitectura, monumentos y lugares de interés
En el antiguo palacio de Tsinandali se encuentra el museo de Alejandro Chavchavadze, que también ofrece servicios gastronómicos. Los jardines de Tsinandali ocupa 12 acres de tierra hoy en día, pero era mucho más grande durante la época del príncipe Alejandro. Alejandro Chavchavadze invitó a arquitectos paisajistas europeos y destinó una gran cantidad de dinero a construir el primer jardín de estilo europeo en Georgia. El jardín no solo tiene especies locales de árboles y arbustos sino también especies de todos los continentes y junto con los patrones de diseño únicos del jardín. La singularidad de los jardines de Tsinandali se debe a la fusión orgánica de los patrones naturales simétricos europeos y georgianos. Recuerda sobre todo a los visitantes los jardines ingleses del siglo XIX (como son los jardines de Richmond y Kew). En 2019, el jardín de Tsinandali se convirtió en miembro de la Red Europea de Jardines Históricos y se incluyó en las rutas turísticas de los jardines históricos.

## Cultura

### Festivales
La bodega de Tsinandali ofrece lugares para conferencias y conciertos de música clásica. Desde 2019, el pueblo acoge el festival de música clásica de Tsinandali.

### Gastronomía
El príncipe Alejandro Chavchavadze construyó una bodega y una fábrica de vino en su finca en la década de 1830. También comenzó a coleccionar vinos y hoy en día la vinoteca Tsinandali cuenta con más de 16.500 botellas de vino históricas desde 1814 hasta la actualidad. Entre ellos cabe destacar la miel polaca (1814), el Château d'Yquem (1861) y el primer vino embotellado georgiano de 1841, Saperavi. La bodega del siglo XIX es única por su ingeniería, que permite mantener la temperatura y la humedad constantes en las cámaras. En el siglo XIX en la finca Tsinandali había un salón de moda, donde se reunían aristócratas de diferentes países y vivían una vida tormentosa. Alejandro Dumas comparó una vez a Tsinandali con un paraíso. En 1888, la bodega de Tsinandali, junto con otros bienes, se transfirió a la familia imperial Románov y la bodega fue renovada por el arquitecto Alexander Ozerov. El vino Tsinandali es un vino blanco seco, altamente considerado, que todavía se produce allí.

## Galería

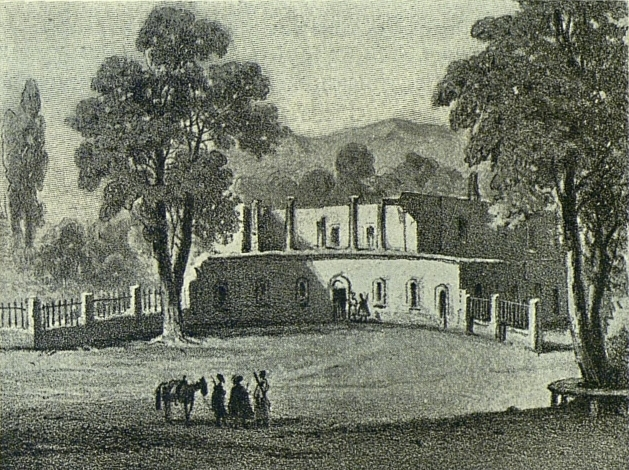
El saqueo de Tsinandali, de Vasili Timm (1855).
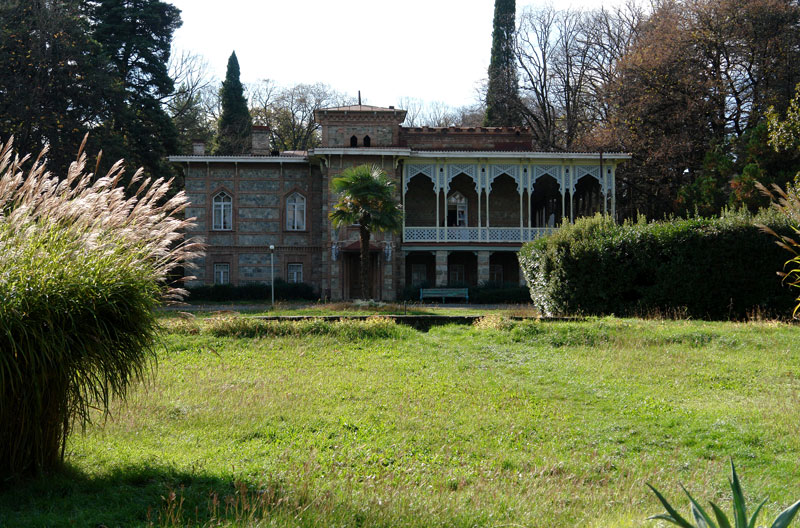
Palacio de Tsinandali
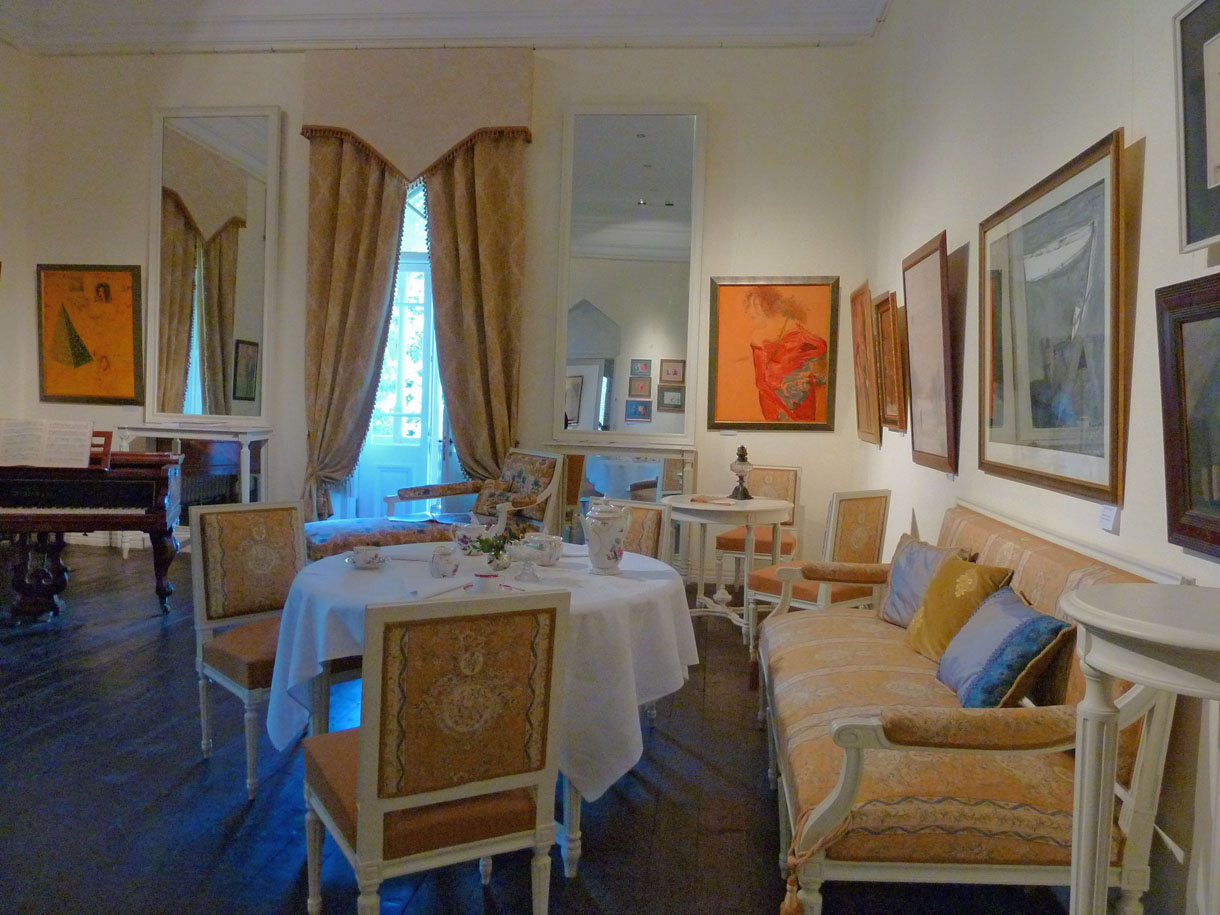
Interior del palacio de Tsinandali
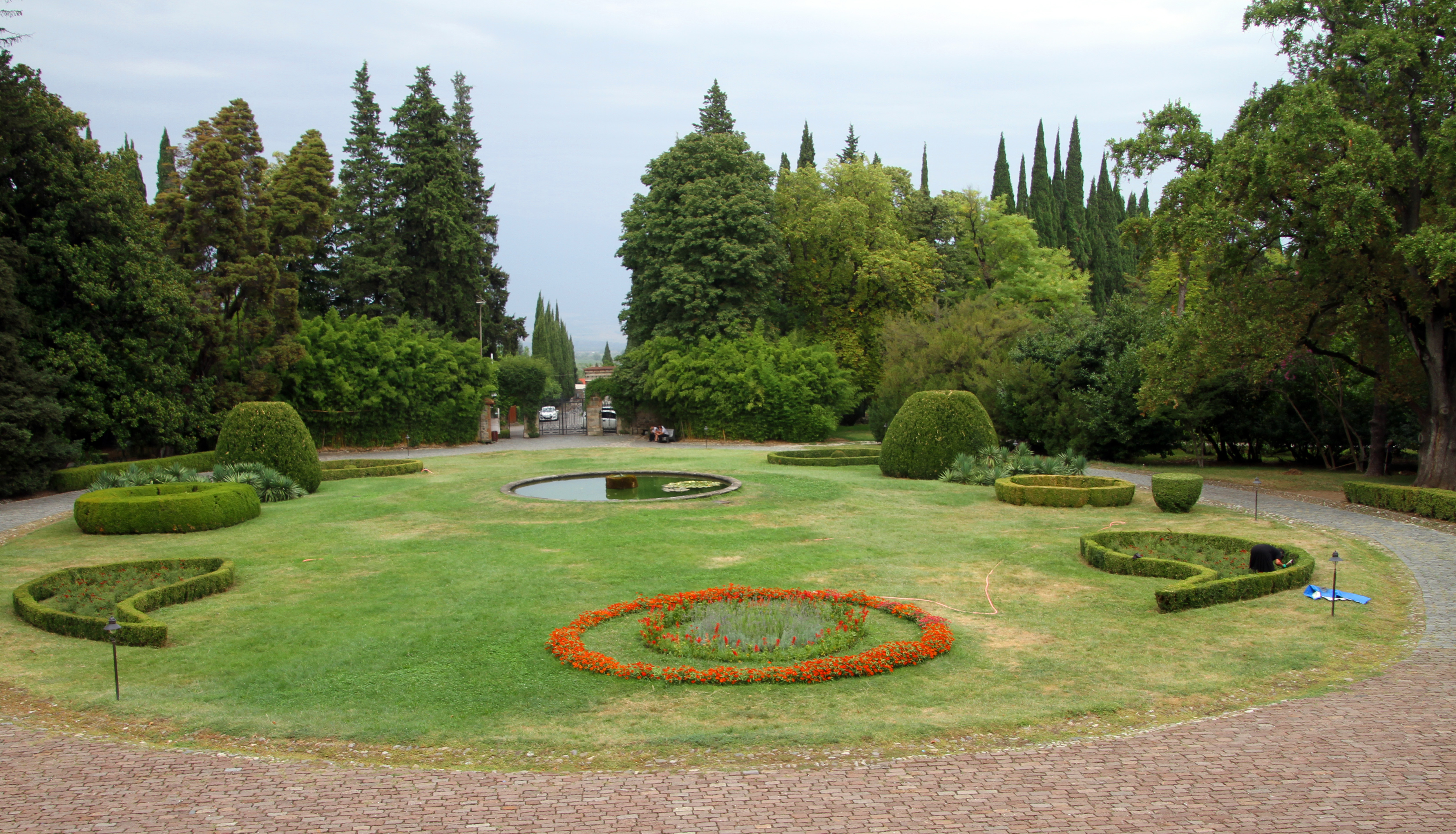
Jardín de Tsinandali